# 10 Kaniowski Pułk Artylerii Lekkiej

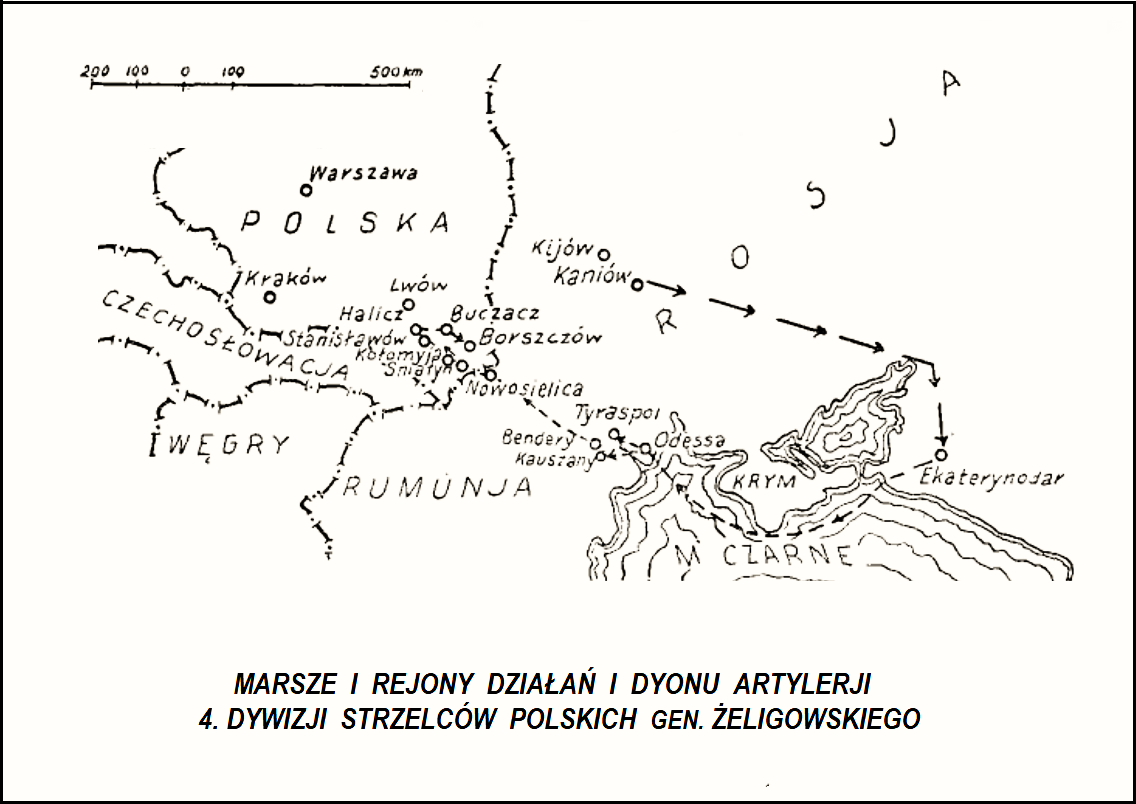
Marsze i rejony działań 1 da 4 DSP

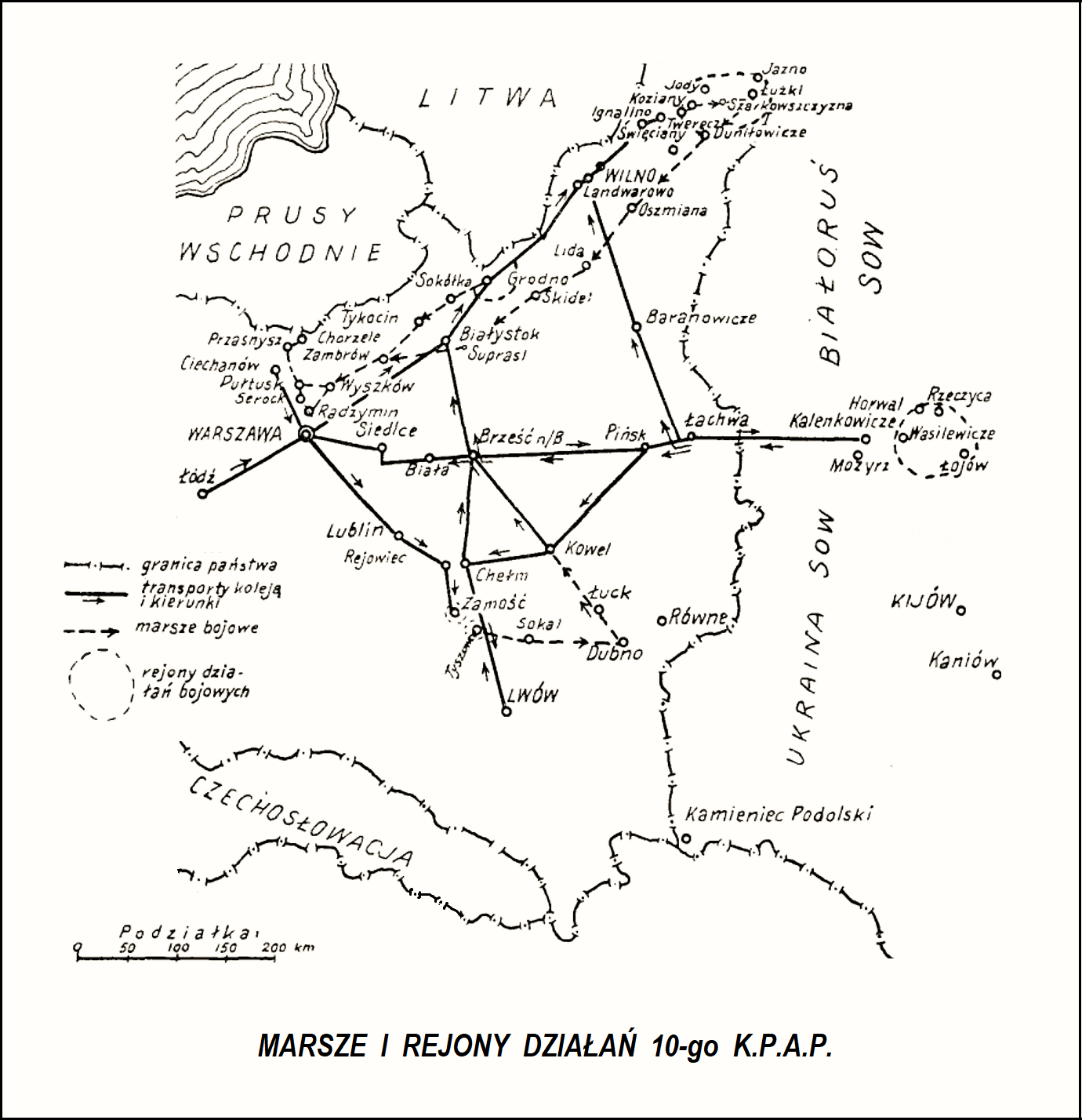
Marsze i rejony działań 10 kpap

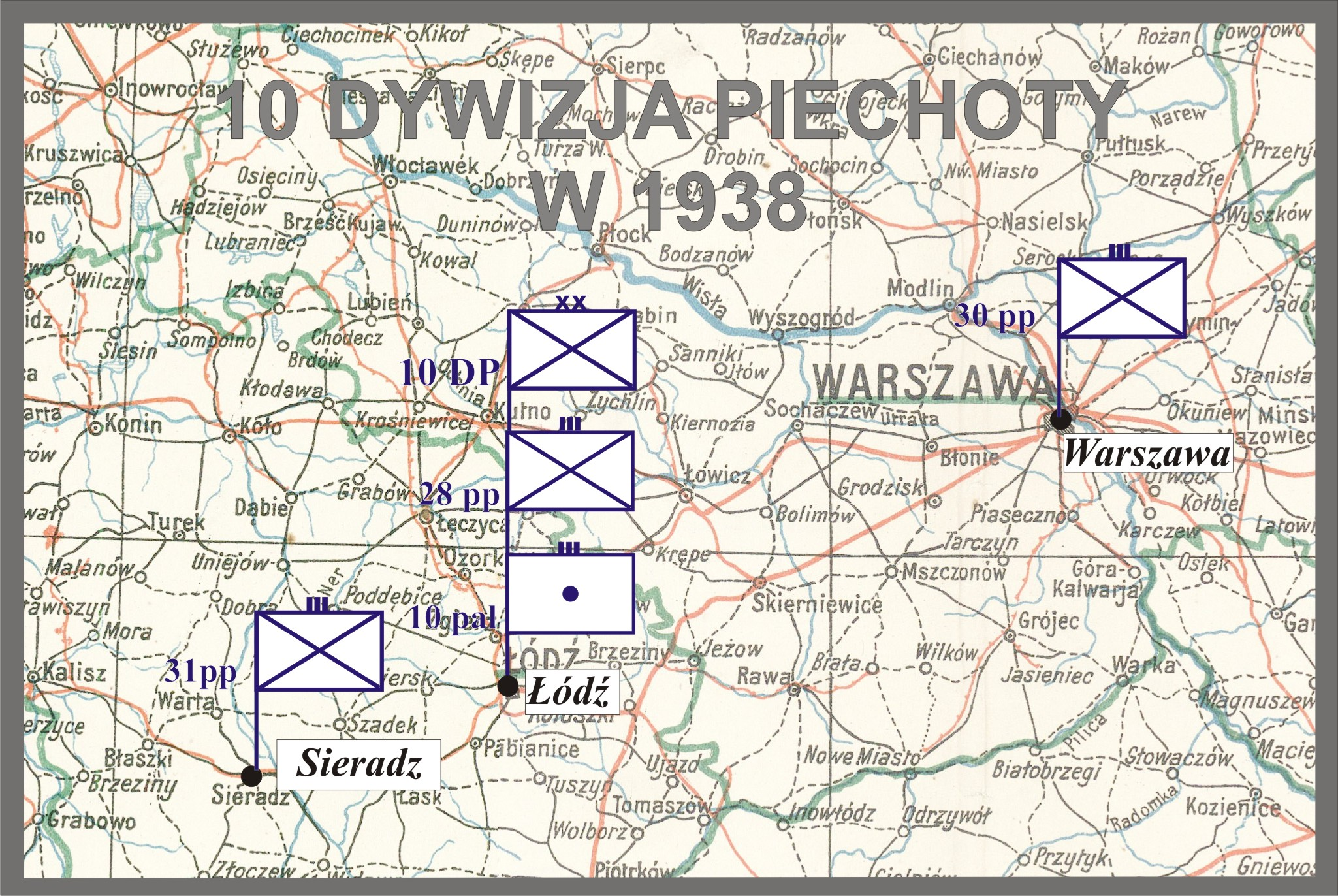
Pokojowa dyslokacja oddziałów dywizji

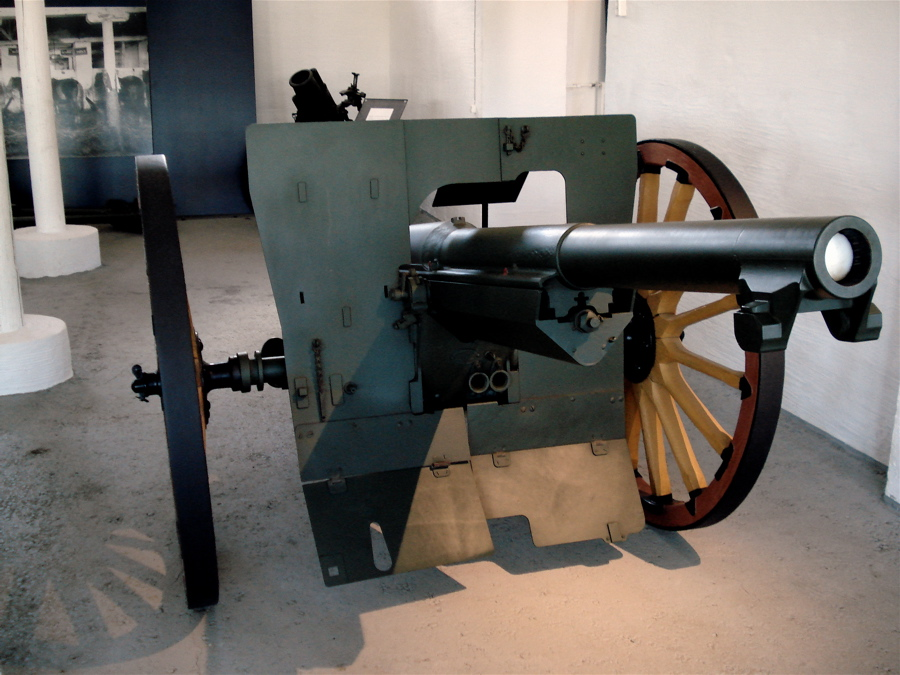
Armata 75 mm wz. 1897

10 Kaniowski Pułk Artylerii Lekkiej (10 pal) – oddział artylerii lekkiej Wojska Polskiego w II Rzeczypospolitej.
Pułk stacjonował w garnizonie Łódź. Wchodził w skład 10 Dywizji Piechoty. Pod względem wyszkolenia podlegał dowódcy 4 Grupy Artylerii.

## Formowanie i walki
Powstał jako 10 pułk artylerii polowej. Swoimi korzeniami sięgał 1 dywizjonu artylerii 4 Dywizji Strzelców Polskich gen. Żeligowskiego. Formowanie pułku rozpoczęto 20 lipca 1919 roku w Łodzi.
Pierwszy dywizjon osiągnął gotowość bojową na początku listopada 1919 i wszedł w skład 10 DP. Tworzony 2 dywizjon uzupełnienie otrzymał z Przemyśla, a działa z dostaw francuskich. Na front dywizjon wyruszył 13 kwietnia 1920 roku. Na bazie baterii zapasowej, przedyslokowanej do Łodzi z Przemyśla, organizowano 7 i 8 baterię trzeciego dywizjonu.
We wrześniu 1920 pułk dysponował 75 mm armatami francuskimi.
Stacjonował w Łodzi.
W okresie 5 IV 1934–12 XI 1938 dowódcą pułku był płk Zygmunt Łakiński.

### Mapy walk pułku

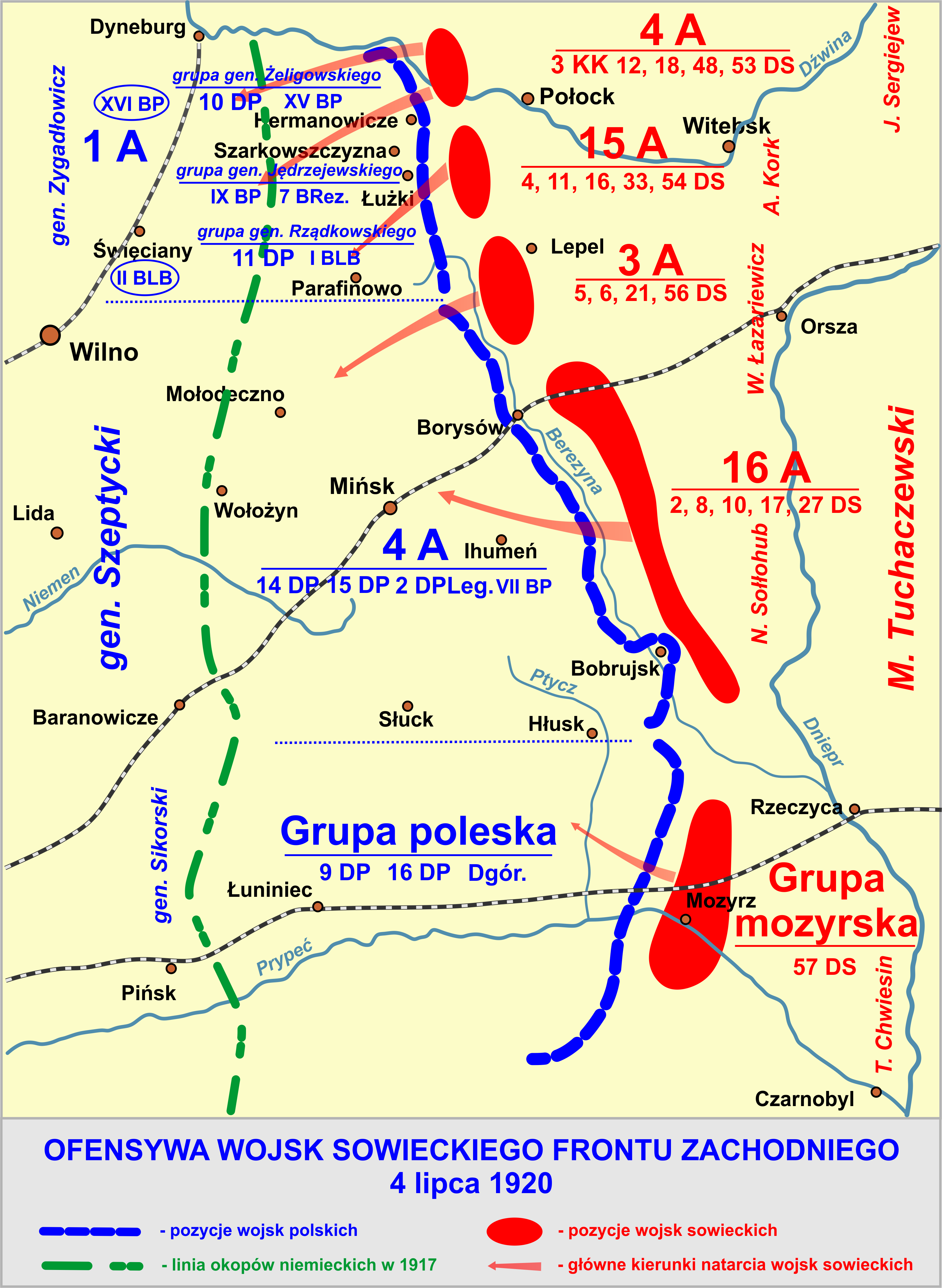
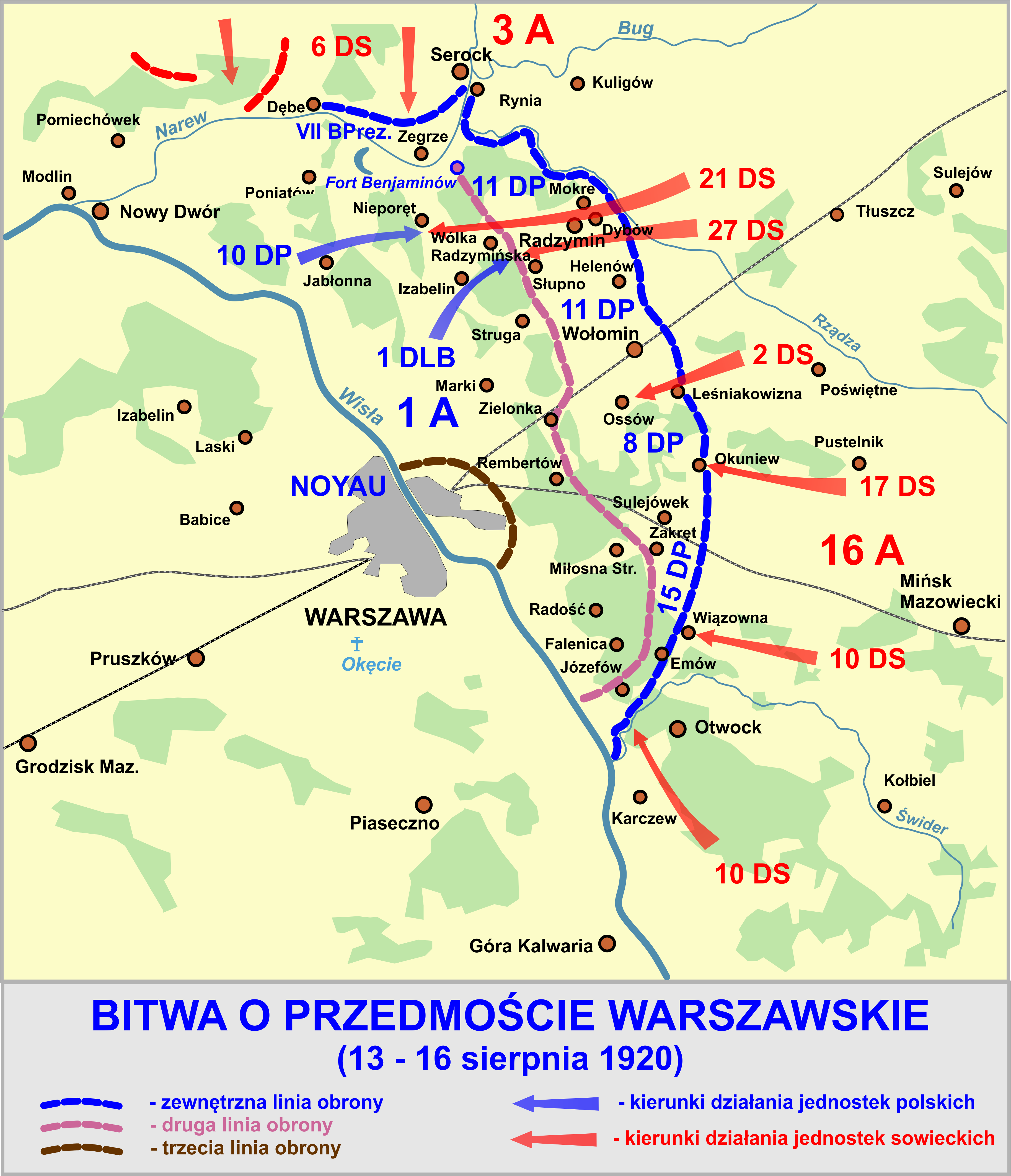
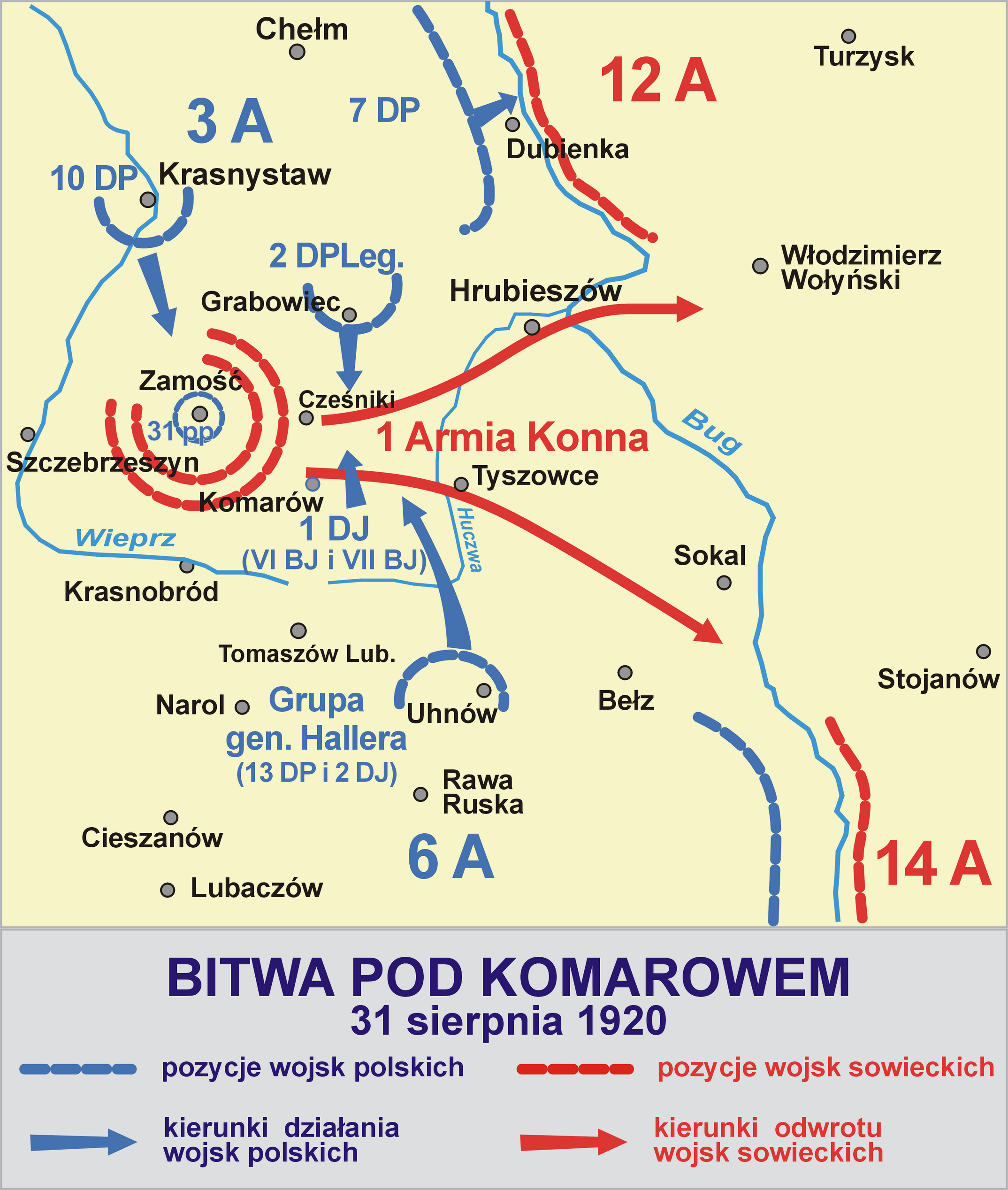

### Kawalerowie Virtuti Militari
| Żołnierze pułku odznaczeni Krzyżem Srebrnym Orderu Wojskowego Virtuti Militari za wojnę 1918–1920 | Żołnierze pułku odznaczeni Krzyżem Srebrnym Orderu Wojskowego Virtuti Militari za wojnę 1918–1920 | Żołnierze pułku odznaczeni Krzyżem Srebrnym Orderu Wojskowego Virtuti Militari za wojnę 1918–1920 |
| ------------------------------------------------------------------------------------------------- | ------------------------------------------------------------------------------------------------- | ------------------------------------------------------------------------------------------------- |
| płk Przemysław Barthel de Weydenthal                                                              | kpt. Mikołaj Alików                                                                               | ppor. Wacław Albrecht                                                                             |
| por. Ludwik Ciba                                                                                  | ppor. Julian Dąbrowski                                                                            | por. Bolesław Kazimierz Jacyna                                                                    |
| bomb. Stanisław Kocik                                                                             | plut. Władysław Koralewski                                                                        | ogn. Bolesław Kossobudzki                                                                         |
| kpr. Jakób Krzysztoszek                                                                           | bomb. Józef Kuligowski                                                                            | kpt. Wacław Młodzianowski                                                                         |
| plut. Wiktor Naziębło                                                                             | plut. Józef Piasny                                                                                | por. Szczepan Pilecki                                                                             |
| kpr. Czesław Sergot                                                                               | por. Stefan Tadeusz Starzyński                                                                    | bomb. Władysław Stolarski                                                                         |
| bomb. Paweł Wondraczek                                                                            | kan. Dominik Wróbel                                                                               |                                                                                                   |

## Pułk w okresie pokoju
Naczelnik Państwa i Naczelny Wódz decyzją z dnia 24 lutego 1922 roku «polecił rozciągnąć nazwę „Kaniowskich” na 30 pp i 10 pap, a mianowicie: „30 pułk strzelców Kaniowskich” i „10 pułk Kaniowski artylerii polowej”.
W końcu 1930 roku przemianowano stacjonujący w Różanie III/10 pułku artylerii polowej na II/28 pułku artylerii polowej, a ze stacjonujących w Łodzi I i II dywizjonów artylerii 10 pap utworzono nowy III dywizjon 10 pułku artylerii polowej.
31 grudnia 1931 roku na podstawie rozkazu B. Og. Org. 1120 – 18 Org. Ministra Spraw Wojskowych marszałka Polski Józefa Piłsudskiego 10 pap został przemianowany na 10 pułk artylerii lekkiej.
| Obsada personalna i struktura organizacyjna w marcu 1939 | Obsada personalna i struktura organizacyjna w marcu 1939 |
| -------------------------------------------------------- | -------------------------------------------------------- |
| dowódca pułku                                            | ppłk dypl. Marian I Jasiński                             |
| I zastępca dowódcy                                       | ppłk Józef Kossarek                                      |
| adiutant                                                 | kpt. Jan Roliński                                        |
| naczelny lekarz medycyny                                 | kpt. lek. Mieczysław Władysław Maciejowski               |
| lekarz weterynarii                                       | por. Józef Muchowski                                     |
| oficer zwiadowczy                                        | por. Leon Szewalje                                       |
| II zastępca dowódcy (kwatermistrz)                       | ppłk Henryk II Dudek                                     |
| oficer mobilizacyjny                                     | kpt. Oskar Kühnel                                        |
| zastępca oficera mobilizacyjnego                         | kpt. adm. (art.) Wacław Durys                            |
| oficer administracyjno-materiałowy                       | kpt. adm. (art.) Bronisław Kazkiewicz                    |
| oficer gospodarczy                                       | kpt. im. Kazimierz Józef Michałowski                     |
| oficer żywnościowy                                       | por. Wincenty Klita                                      |
| dowódca plutonu łączności                                | por. Bronisław Augustyn                                  |
| oficer plutonu                                           | por. Henryk Szczepan Ullrich                             |
| dowódca plutonu topograficzno-ogniowego                  | por. Leon Szewalje                                       |
| dowódca szkoły podoficerskiej                            | kpt. Oswald Szczepkowski                                 |
| zastępca dowódcy                                         | por. Stanisław Kazimierz de Lorme                        |
| dowódca plutonu                                          | ppor. Witold Leopold Janowski                            |
| dowódca I dywizjonu                                      | mjr Józef Stanisław Chrzanowski                          |
| dowódca 1 baterii                                        | por. Czesław Cieślik                                     |
| dowódca plutonu                                          | ppor. Leon Gadziemski                                    |
| dowódca 2 baterii                                        | kpt. Karol Kawecki                                       |
| dowódca plutonu                                          | ppor. Zdzisław Kazimierz Józef Czech                     |
| dowódca II dywizjonu                                     | ppłk dypl. Leon Janusz Horodecki                         |
| dowódca 5 baterii                                        | kpt. Bolesław Tadeusz Kwiatkowski                        |
| dowódca plutonu                                          | ppor. Henryk Żuk                                         |
| dowódca 6 baterii                                        | mjr Kazimierz Jan Sawicki                                |
| dowódca plutonu                                          | por. Marian Goczyła                                      |
| dowódca III dywizjonu                                    | mjr Ferdynand II Pokorny †15 VIII 1939                   |
| dowódca 7 baterii                                        | kpt. Michał Roch Krassowski                              |
| dowódca plutonu                                          | ppor. Maksymilian Kijas                                  |
| dowódca 8 baterii                                        | kpt. Michał Zaorski                                      |
| dowódca plutonu                                          | ppor. Roman Mazur                                        |
| na urlopie leczniczym                                    | por. kontr. art. Jusuf Bek Umaszew                       |

## 10 pal w kampanii wrześniowej

### Mobilizacja
W dniu 24 sierpnia 1939 o godz. 6.00 10 Kaniowski pułk artylerii lekkiej rozpoczął mobilizację alarmową, w grupie żółtej, w czasie od A+24 do A+60. Zmobilizowano wszystkie pododdziały pułkowe, z chwilą mobilizacji dowództwo pułku objął ppłk Józef Kossarek.
W II rzucie mobilizacji powszechnej z nadwyżek 10 pal planowano zmobilizować:
- II dywizjon armat 54 pułku artylerii lekkiej, w czasie X+3,
- III dywizjon haubic 54 pułku artylerii lekkiej, w czasie od X+3 do X+4,

- baterię marszową 10 pułku artylerii lekkiej, w czasie X+5,
- baterię marszową 25 pułku artylerii lekkiej, w czasie X+5,
- Ośrodek Zapasowy Artylerii Lekkiej nr 4, w czasie X+6 [17].

Stawiennictwo rezerwistów było bez zarzutu, pobrano kompletny sprzęt, broń i wyposażenie.
Po zakończeniu mobilizacji 10 pal w koszarach pułku pozostała znaczna liczba oficerów i szeregowych, z których zorganizowano oddział zbierający nadwyżki 10 pal pod dowództwem podpułkownika Henryka Dudka. Z tych zasobów w ramach mobilizacji powszechnej zmobilizowano dwa dywizjony 54 pułku artylerii lekkiej oraz dowództwo i częściowo baterie Ośrodka Zapasowego Artylerii Lekkiej nr 4.

### Działania i walki
27 sierpnia 10 pal wymaszerował w kierunku granicy polsko-niemieckiej w miejsce koncentracji macierzystej 10 Dywizji Piechoty, wszedł w skład Armii "Łódź". Zajął wraz z dywizją rejon Sieradza. I dywizjon armat wraz z 28 pułkiem strzelców Kaniowskich ugrupował się w okolicy miejscowości Brzeźno. II dywizjon armat zgrupowany został wraz z 30 pułkiem strzelców Kaniowskich w rejonie Bogumiłowa. III dywizjon haubic wraz z 31 pułkiem strzelców Kaniowskich skoncentrował się w rejonie Zapusty Małej.               

#### Walki nad Prosną i Wartą
31 sierpnia rozkazem dowódcy 10 DP, poszczególne pododdziały 10 Kaniowskiego pułku artylerii lekkiej zostały ugrupowane na stanowiskach obronnych. W ramach Zgrupowania płk. Jana Zientarskiego wysuniętego przed główną pozycję obrony dywizji: 1 bateria armat wspierała Kępiński batalion ON na odcinku "Kępno". 2 bateria armat wspierała batalion II/28 pp na odcinku "Ostrzeszów". Dowództwo dywizjonu I/10 pal wraz z kolumną amunicyjną w odwodzie zgrupowania. Baterie 4 i 5 armat w Zgrupowaniu płk. dypl. Jerzego Grobickiego na stanowiskach ogniowych w rejonie Czastary-Kwiatowy, dwa działony po jednym z 4 i 5 baterii przydzielone do 1 pułku kawalerii KOP. Dowództwo dywizjonu z kolumną amunicyjną w dyspozycji dowódcy zgrupowania. 10 pal w składzie: dowództwo pułku, III dywizjon haubic, 3 i 6 baterie armat na stanowiskach w rejonie Zapusta Wielka-Kłocko-Monice. 1 września w godzinach porannych na stanowiska OW "Kępno" wyszło niemieckie uderzenie 10 Dywizji Piechoty. Po krótkiej walce z uwagi na obejście skrzydeł batalion ON "Kępno" i wzmacniające go pododdziały wycofały się z Kępna, ostrzał armat baterii 1/10 pal skutecznie hamował niemieckie natarcie. Z uwagi na obustronne oskrzydlenie o godz.12.00, 1/10 pal na rozkaz dowódcy batalionu ON "Kępno" wycofała się i dołączyła do macierzystego dywizjonu. O świcie 1 września Ostrzeszów i okolice zostały ostrzelane przez artylerię niemiecką, po czym do natarcia wyruszyły czołowe pododdziały niemieckiej 24 DP. Natarcie niemieckie zostało załamane w ogniu piechoty i 2 baterii armat. Ok. godz. 7.00 niemiecka artyleria ponownie ostrzelała Ostrzeszów, w trakcie czego na punkcie obserwacyjnym poległ NN ogn. pchor. dowódca II plutonu baterii. O godz. 10.00 OW "Ostrzeszów" wraz z 2/10 pal wycofał się za rzekę Prosnę. 2 bateria poniosła duże straty w koniach zwiadu i łączności. Od świtu 1 września oba działony z 4 i 5 baterii armat wspierały walki opóźniające 1 pułku kawalerii KOP, który opóźniał natarcie niemieckiej 1 Dywizji Lekkiej. Od ognia kawalerii i armat nieprzyjaciel utracił jako unieruchomione i zniszczone 7 czołgów i 5 motocykli. Baterie 4 i 5 po godz. 17.00 wspierały nieskutecznie kontratak kompanii II Wieluńskiego batalionu ON w rejonie wsi Krajanka. Kontratak z uwagi na brak skutecznego ostrzału, załamał się. Obie baterie II dywizjonu wycofały się do sił głównych dywizji, trasą Parcice, Czastary, Sokolniki. Wieczorem 1/2 września 10 pal z 31 psk został przegrupowany do lasów na północny zachód od Brąszewic, natomiast 6 bateria armat wraz z 4 batalionem strzelców pomaszerowała do Złoczewa.                
2 września od godz.11.30, I/10 pal (bez baterii) wspierał w obronie linii rzeki Prosny 28 pp na odcinku Girzyce-Las Węglowice, a jeden pluton batalion II/28 pp na umocnionej pozycji obronnej we wschodniej części lasu Wielowieś. Wobec obustronnego oskrzydlenia 28 pp i I dywizjonu armat, wycofano się za Wartę po trasie Wojków i Gruszczyce. Rano 2 września Zgrupowanie płk. dypl. Jerzego Grobickiego skoncentrowało się w rejonie wsi Sokolniki i cofając się po trasie Walichnowy, Lututów opóźniały niemieckie natarcie. Po południu z uwagi na zbyt dalekie wycofanie się 1 p kaw. KOP, sytuacja batalionu ON "Wieluń I" i batalionu "Wieluń II" oraz innych pododdziałów stała się trudna. Na osłaniający odwrót zgrupowania Batalion ON Wieluń I z plutonem artylerii z II dywizjonu wyszło silne natarcie piechoty niemieckiej wraz z 16 czołgami, które przy udziale artylerzystów z własnymi stratami odparto. Na rozkaz dowódcy 10 DP o godz.19.00 piechota i kawaleria zgrupowania wycofała się za Wartę na Beleń, a artyleria na Złoczew. 2 września 4 batalion strzelców ze wsparciem 6 baterii armat opóźniał oddziały niemieckiej 17 DP na szlaku Ostrówek, Zdzierczyzna, Podrysie, Lututów i Dobrysław. Siły główne 10 pal: III dywizjon haubic i 3 bateria armat stały w odwodzie dywizji wraz z 31 pp w rejonie Włocin-Kije. Rozkazem dowódcy armii 10 DP została zobowiązana do obrony przyczółka Sieradz, z uwagi na powyższe rozkazem dowódcy 10 DP na przedpole Sieradza wysunięto 31 pp wraz z III/10 pal i 3/10 pal. Baterie zajęły stanowiska ogniowe w rejonie wsi Brudzew koło Błaszek.                
3 września ok. godz. 14.00 obie baterie I dywizjonu zajęły stanowiska ogniowe w pobliżu miejscowości Włyń Letniki, skąd wspierały Zgrupowanie płk. Zientarskiego zajmujące stanowiska obronne od Dzierzązna do Okupniki. I dywizjon (bez 3 baterii) ostrzeliwał podchodzące oddziały niemieckie do rzeki Warta. W wyniku kontrakcji niemieckiej artylerii dywizjon poniósł ciężkie starty, zniszczono mu punkty obserwacyjne. Maszerujące ze Zgrupowaniem płk. dypl. Grobickiego obie baterie II dywizjonu osiągnęły rzekę Wartę w miejscowości Beleń i po jej przekroczeniu przeszła do obrony. 4 bateria podczas przeprawy była atakowana przez 3 niemieckie samoloty i poniosła duże straty osobowe i w koniach. W nocy 3/4 września III dywizjon haubic (bez 7 baterii) został wycofany z przedpola z rejonu Błaszek do Sieradza na prawy brzeg Warty. W nocy baterie 10 pal prowadziły ostrzał nękający podchodzących w pobliże Sieradza od strony północno-zachodniej oddziałów niemieckich. W nocy obronę linii Warty w rejonie Belenia przejął od Zgrupowania płk. Grobickiego 30 pp, któremu podporządkowano II/10 pal (bez 6 baterii). 4 września 10 DP obsadziła pozycję główną na linii Warty w jednorzutowej obronie z odwodami. Północny odcinek obrony obsadzał 28 pp, mając II batalion z 2/10 pal i I batalion z 1/10 pal w I rzucie obrony. Piechota niemieckiej 24 DP, sforsowała nie broniony odcinek poza pasem obrony 10 DP, obie baterie I/10 pal prowadziły ostrzał niemieckiej piechoty poza odcinkiem obrony 28 psK. Oskrzydlenie nastąpiło z uwagi na odejście Kresowej Brygady Kawalerii z linii Warty. W późnych godzinach po południowych dywizjon I/10 pal prowadził ostrzał zgrupowań niemieckiej piechoty na zachodnim brzegu Warty. Próbę oskrzydlenia z północy 28 pułku zaryglowała część batalionu III/28 pp. Niedostateczne wsparcie przez I dywizjon (bez 3 baterii) walk własnej piechoty, wynikał z potrzeby racjonowania zużycia amunicji, niedostatecznej łączności radiowej i braku kabla telefonicznego. W nocy 4/5 września baterie I dywizjonu prowadziły incydentalny ostrzał, na podejmujących próby forsowania Warty oddziały niemieckie. 4 września środkowy odcinek w Sieradzu i okolicach był dopiero obsadzany przez cofający się z przyczółka 31 pp z III dywizjonem (bez 7 baterii). Wraz z wycofującym się pułkiem przemieszczały się czołowe oddziały niemieckie, które zdołały uchwycić przyczółki na Warcie. Baterie III dywizjonu ostrzelały zbliżającą się od Sieradza do Charłupi Małej kolumnę wojska niemieckiego, zadając jej starty i zmuszając do wycofania się w nieładzie poza zasięg haubic. Wykonane natarcie niemieckiej piechoty ze wsparciem artylerii i kilku czołgów, zostało załamane i zmuszone do wycofania się do Sieradza. Dzięki wsparciu III dywizjonu, ze stanowisk ogniowych w rejonie Jamy Męka na korzyść kontratakujących na przyczółek niemiecki w rejonie Mnchowa kompanii odwodowych 31 pp, zdołano wyprzeć nieprzyjaciela z Mnichowa i zablokować, go na wale przeciwpowodziowym. Ostrzał niemieckiej artylerii zadał straty 8 baterii haubic. Bateria 9 wystrzeliła większość posiadanej amunicji 320 naboi. 4 bateria zajmowała stanowiska w rejonie wsi Jamy Męka w składzie III dywizjonu wspierała walki 31 pp. Podczas zmiany stanowisk dostała się w ostrzał niemieckiej artylerii ponosząc straty 2 poległych i 4 konie. Odcinka południowego bronił 30 pp ze wsparciem II/10 pal (bez 4 i 6 baterii). W godzinach nocnych 4/5 września, na rozkaz ppłk Kossarka, II dywizjon ostrzeliwał ogniem nękającym oddziały niemieckie grupujące się w Sieradzu. 6 bateria od rana 4 września wspierała obronę 4 batalionu strzelców, odparła wspólnie ze strzelcami atak czołgów pod Dębołęką. Po wycofaniu się 4 bs do Sieradza, wspólnie odparto następny atak czołgów i piechoty niemieckiej. W południe przeprawiono się przez Wartę, 6 bateria przeszła na postój w rejonie kolonii Woźniki, gdzie bateria była atakowana wraz 4 bs, przez niemieckie lotnictwo.                
Następnie 6 bateria pomaszerowała przez Czortki Zborowskie, Reduchów do majątku Boczki. Z uwagi na brak kabla telefonicznego, małą ilość stacji radiowych niemożliwe było dowodzenie scentralizowane artylerią dywizyjną. Dywersanci wielokrotnie przecinali i niszczyli linie telefonicznie artylerii. Nocą 4/5 września 4 bs wraz z 6/10 pal przegrupował się przez Rossoczycę do okolic Glinna, skąd o 7.00 pododdziały 4 batalionu przeszły do natarcia na Glinno, udzielone wsparcie przez baterię o godz. 8.45 nie doprowadziło do odbicia miejscowości. Niemiecka piechota przeszła do kontrataku, który przy wsparciu 6 baterii został załamany. Ok. godz.15.00 4 bs i 6 bateria armat wycofały się. Nocą 4/5 września po przecięciu połączeń telefonicznych pomiędzy punktem obserwacyjnym, a stanowiskami ogniowymi 8 baterii haubic, piechota niemiecka odbiła Mnichów. Kontratak strzelców 31 pułku odbił Mnichów, a niemieckie ponowne natarcia były powstrzymywane dzięki wsparciu III/10 pl. Od świtu 5 września baterie 4, 8 i 9, III dywizjonu ostrzeliwały Sieradz i powstrzymywały niemieckie natarcia na odcinku 31 pp. Kontrakcja niemieckiej artylerii szczególnie dotknęła 4 baterię armat. Po zmianie stanowisk, baterię wykrył niemiecki samolot rozpoznawczy, który poprzez korygowanie ognia, doprowadził do ostrzelania nawałą artyleryjską stanowisk 4 baterii. Nakrycie salwą stanowisk doprowadziło do zniszczenia dwóch działonów, poległa w całości obsługa jednej z armat. Utracono również większość sprzętu łączności, taborowego i koni baterii i dywizjonu. O świcie 5 września niemiecka artyleria podjęła silny ostrzał, a piechota podjęła forsowanie Warty w rejonie Chojne. III dywizjon ostrzeliwał niemieckie samochody podwożące piechotę i łodzie do brzegów Warty, oraz forsującą rzekę niemiecką piechotę. Z uwagi na opanowanie wsi Ruda i Męka, III dywizjon wraz 31 pp wycofał się w kierunku Szadka za rzekę Ner. Z uwagi na brak amunicji 5 bateria armat nie mogła wspierać walki 30 pp. Wycofujące się przez Zduńską Wolę 4 i 5 bateria, zostały po zmroku ostrzelane przez niemiecką artylerię dalekonośną korygowaną przez niemieckich dywersantów drogą radiową. Baterie poniosły duże straty osobowe w poległych i rannych, utracono wiele koni, zaprzęgów i kilka jaszczy.

#### Na szlakach odwrotu
6 września 10 pal poszczególnymi dywizjonami i bateriami wycofał się za rzekę Ner. III dywizjon w składzie 8, 9 baterii haubic i 3 baterii armat dotarł na postój do Stanisławowa. 10 pal osiągnął nocą 6/7 września rejon Zgierza. Po południu 7 września 10 pal podjął dalszy odwrót w kierunku Głowna, bocznymi drogami. Część I i II dywizjonu maszerowały wraz z 28 pp przez lasy Głowno na Łowicz. W Łowiczu 8 września z kolumną 10 pal na skutek zatorów na drogach utraciła łączność 4 bateria armat. Samodzielnie bocznymi drogami dotarła do Warszawy, dalej 10 września dojechała do Otwocka, miejsca koncentracji 10 DP. Wraz z 28 pp do Otwocka maszerował 10 pal w składzie 2, 5 i 6 baterii armat. 1 bateria armat 9 września pomaszerowała z Błonia w kierunku przeprawy przez Wisłę w Górze Kalwarii. Pod Pruszkowem została zaatakowana przez dużą grupę dywersantów, ogniem na wprost bateria rozproszyła dywersantów niszcząc źródła ostrzału. Ponownie na przedmieściach Pruszkowa została zaatakowana przez niemieckie czołgi. Po zniszczeniu 3 wozów pancernych, natarcie niemieckie odparto, ciężko ranny został kpt. Szczepkowski, dowództwo przejął ppor. Witold Janowski. 1 bateria przeprawiła się przez Wisłę, dalsze jej losy nie są znane. 11 września resztki 10 DP zebrały się w rejonie Parysowa. Z 10 pal przybyły 2, 5, 6 baterie i 4 bateria już bez armat, gdyż ostatnią utraciła w rejonie Otwocka w nieznanych okolicznościach 10 września. Nocą 13/14 września 10 pal w składzie dowództwo pułku, dowództwo I dywizjonu, 2, 6 baterie i 4 bez armat. wymaszerowało bocznymi drogami przez Borowe do okolic Łaskarzewa. 5 bateria przebywała w rejonie Świdry Małe, 14 września po południu została ostrzelana ogniem niemieckiej artylerii, nie posiadała amunicji. Poprzez Miedzeszyn 5 bateria z trzema armatami 15 września dotarła do Warszawy. Uzupełniona do pełnego stanu wzięła udział jako artyleria towarzysząca w obronie Warszawy. Wspierała batalion stołeczny do 18 września, a następnie batalion II/144 pułku piechoty na pododcinku "Północ" odcinku Warszawa-Zachód. Walczyła do kapitulacji garnizonu Warszawy.               

#### Dalsze walki na Lubelszczyźnie
Pozostałość 10 Dywizji Piechoty pomaszerowała w ślad za Grupą Operacyjną Kawalerii gen. Władysława Andersa w kierunku Ryk. Po dotarciu do Lublina do jego obrony pozostawiono 2 baterię armat. Resztki 10 pal pomaszerowały wraz z macierzystą dywizją do Baranowa i Podlodówka. 2 bateria armat 16 września zajęła stanowiska ogniowe, jako artyleria przeciwpancerna. u wschodnich wylotów z miasta. 17 września 2 bateria zmieniła stanowiska, podczas ich rozpoznania został ranny por. Czesław Cieślik. W godzinach popołudniowych nastąpił ostrzał artylerii niemieckiej na stanowiska baterii, wszystkie armaty zostały uszkodzone. 18 września 2 bateria odjechała w rejon Rejowca, tam 20 września dołączyła do resztek 10 pal. W trakcie pobytu na Lubelszczyźnie z pozostałości 4 baterii utworzono kolumnę amunicyjną, a 2 baterię rozwiązano przydzielając jej żołnierzy jako uzupełnienie 6 baterii i innych baterii artylerii. Pozostałości 10 pal maszerowały w składzie odtwarzanej 10 DP przez Michów, Rudno w rejon Lubartowa. 18 września poległ dowódca I dywizjonu mjr Kazimierz Sawicki. 19 września pozostałość 10 pal dotarła do Łęcznej, gdzie została zbombardowana. 21 września osiągnięto Wojsławice-Grabowiec. 22 września resztki pułku biwakowały w lasach na północ od Miączyna i Ministrówki. 23 września osiągnięto Komarów. 24 września grupa artylerii 10 pal uczestniczyła w boju pod Suchowolą i pod Józefowem. Dowódca grupy artylerii 10 pal ppłk. Kossarkowi podlegały: bateria 6/10 pal, bateria 5 pal, bateria haubic ppor. Zdzisława Czecha i działonu z baterii por. Mariana Groczyły. Po walkach 25 września wieczorem, z reszty sprawnych dział do których była amunicja, zorganizowano baterię pod dowództwem dowódcy II dywizjonu kpt. Michała Krassowskiego. Resztki 10 pal ppłk Kossarek rozwiązał. Bateria zbiorcza kpt. Krassowskiego przedzierała się z resztkami dywizji w kierunku południowym. Po dotarciu baterii do rejonu Górecka Kościelnego, otrzymała rozkaz kapitulacji, po wydaniu rozkazu o zdemontowaniu dział przez kpt. Krassowskiego, został zastrzelony przez nieznanego rotmistrza kawalerii na oczach żołnierzy. 27 września resztki rozwiązanego 10 pal poszły do niewoli niemieckiej.              

#### Działania i walki III dywizjonu
7 września do III dywizjonu nie dotarł rozkaz o dalszym odwrocie w kierunku Głowna. Dywizjon pozostał na stanowiskach ogniowych nad Nerem do świtu 7 września. Następnie dołączył do kolumn marszowych Kresowej BK, w trakcie marszu zajął okresowo stanowiska ogniowe na zachód od Aleksandrowa, na wieść o zbliżaniu się niemieckiej kolumny zmotoryzowanej. Podczas dalszego marszu na szosie Łódź-Zgierz dywizjon natknął się na czołgi niemieckie, czołowa 9 bateria haubic ogniem na wprost zniszczyła 2 czołgi niemieckie, otwierając drogę do dalszego marszu. Popołudniem dywizjon dotarł do lasu Emilia, po krótkim odpoczynku pomaszerował w kierunku Głowna. 7 bateria haubic wykonywała od 3 września odrębne zadania niż III dywizjon. Znad Neru maszerowała samodzielnie, 8 września prawdopodobnie dotarła do Kampinosu, gdzie została rozbita. Szczegółowe jej działania nie są bliżej znane. 8 września III/10 pal maszerował z grupą płk. Płonki z Kresowej BK do okolic Skierniewic, podczas marszu odłączyła się od dywizjonu kolumna amunicyjna. Nocą 8/9 września dywizjon osiągnął las Makowa na zachód od Skierniewic. Po odpoczynku 9 września kontynuowano dalszy marsz, osiągając rejon Kamiona.                                   
10 września III dywizjon dołączył do 31 pułku strzelców Kaniowskich ppłk. Wincentego Wnuka, na południowy zachód od Studzieńca. Wraz ze strzelcami kaniowskimi wyruszył marszem przez Nowa Huta, Wólka Wręcka, Świnice na Mszczonów. 11 września o godz. 4.00 31 pp wkroczył do Mszczonowa, wewnątrz miasta doszło do walki z oddziałem niemieckim. Na sygnał piechoty, baterie haubic ostrzelały intensywnym ogniem stanowiska niemieckie. 3 bateria armat maszerująca w straży przedniej pułku, zniszczyła 4 niemieckie wozy pancerne ogniem na wprost. Rannych zostało 2 kanonierów i 1 oficer śmiertelnie. Po zdobyciu miasta III dywizjon przeszedł do lasu na północ od Grzegorzewic. Po południu oddziały niemieckie zajęły ponownie Mszczonów, który został ostrzelany przez III dywizjon. Z uwagi na chorobę dowódcy 3 baterii, dowództwo objął kpt. Kawecki, a 9 baterię ponownie por. rez. Badziak. Dalej zgrupowanie ppłk. Wnuka przemieściło się w kierunku lasów koło wsi Łoś. O świcie 12 września, po dotarciu do szosy Grójec-Warszawa, pomiędzy Głuchowem, a Tarczynem doszło do walki z niemieckimi oddziałami przemieszczającymi się szosą. Dywizjon ogniem na wprost zniszczył 2 czołgi i 5 samochodów oraz przekroczył szosę. O godz. 7.00 doszedł do rejonu wsi Łoś. 12 września doszło do starć z patrolami niemieckimi, 3 bateria unieszkodliwiła niemiecki pojazd pancerny i kilku żołnierzy. Nocą 12/13 września zgrupowanie z III dywizjonem pomaszerowało w kierunku miejscowości Rytomoczydło, gdzie dotarło rano 13 września.
Pułk odpoczywał ubezpieczony w lasach, jego stanowiska były rozpoznawane przez lotnictwo niemieckie i został zaatakowany przez oddział wydzielony z niemieckiej 1 Dywizji Pancernej. Wszystkie natarcia zostały odparte, działa dywizjonu zniszczyły 7 wozów pancernych. Po zmroku 31 pp i III/10 pal pomaszerował w kierunku Pilicy, gdzie na południe od Lechanic przeprawił się na jej południowy brzeg. Po czym pomaszerowały do lasu, na południe od wsi Boże. Po odpoczynku kolejnej nocy zgrupowanie przemieściło się do lasów pod wieś Basinów, na zachód od Ryczywołu. 15 września ok. godz.15.00 z oddziałem ppłk Wnuka ponownie styczność bojowa uzyskały oddziały niemieckie. Baterie 3 i 8 zajęły stanowiska w I linii piechoty, a 9 bateria w głębi lasu. Wspierająca batalion I/31 pp 8 bateria haubic wspomagała batalion w obronie, a następnie w kontrataku. W trakcie walki dywizjon utracił 8 żołnierzy, jaszcz i kilka koni. Wieczorem podjęto dalszy marsz. O świcie 16 września podczas przekraczania szosy z Brzózy do Kozienic, doszło do potyczki z oddziałem niemieckiej 13 DPZmot. 17 września miejsce postoju znajdujące się na zachód od wsi Augustów zostało wykryte przez wojska niemieckie. Rejon postoju został otoczony przez pododdziały 13 DPZmot. i 46 DP. W ciągu dnia pododdziały 31 pp ze wsparciem artylerii usiłowały bezskutecznie rozerwać okrążenie. Podczas walki poległo 2 kanonierów, ranny został kpt. Kawecki. Po walce pozostała tylko resztka amunicji do dział. W nocy 17/18 września podjęto próbę dotarcia do Wisły. 18 września o świcie podczas przekraczania szosy Radom-Kozienice we wsi Augustów doszło do ataku oddziałów niemieckich na przód i tył kolumny 31 pp i III/10 pal.                                  
Dywizjon w większości nie przekroczył szosy i wycofał się w głąb Lasów Kozienickich. Grupa, która poszła w Lasy Kozienickie z ppłk. Wnukiem i mjr. Borkiem liczyła ok. 450 żołnierzy, w tym 200 artylerzystów z działami. Będąca bez wody grupa w lasach niedaleko wsi Augustów, ujawniła się gdy do wsi Stanisławów, udali się żołnierze po wodę dla koni. Doszło do kolejnej walki podczas, której wystrzelano pozostałość amunicji. Przed wieczorem grupa została rozwiązana, a działa zniszczone. Większość artylerzystów z 3, 8, 9 baterii oraz dowództwa dywizjonu dostała się do niemieckiej niewoli. Kpt. Kawecki wraz z grupką artylerzystów wyszedł z okrążenia, przeprawił się przez Wisłę i dotarł do Lublina. Tam połączył się z grupką żołnierzy z 54 pal i wraz z nią pomaszerował, w sile 5 oficerów i ok. 50 kanonierów w kierunku Chełma Lubelskiego. W trakcie marszu toczono potyczki z patrolami niemieckimi, w okolicach Chełma grupa została zaatakowana przez samoloty wroga; poległo 2 żołnierzy, 8 zostało rannych, stracono 28 koni.. Przemieszczono się do okolic Łęcznej, gdzie w trakcie walki z pododdziałem niemieckim zdobyto dwie armaty ppanc. z samochodami. Wkrótce grupa została otoczona przez oddziały sowieckie. 7 października grupa została rozwiązana.

### Oddział Zbierania Nadwyżek 10 pal
Po zmobilizowaniu w koszarach w Łodzi w ramach mobilizacji alarmowej 10 pułku artylerii lekkiej i jego wymarszu w kierunku granicy niemieckiej, pozostały znaczne nadwyżki oficerów i szeregowych. Na podstawie rozkazu dowódcy OK nr IV z 29 sierpnia 1939 wyznaczono dowódcę nadwyżek ppłk. Henryka Dudka oraz utworzono dwa dywizjony. Do koszar zgłaszali się dalsi rezerwiści. Na bazie OZN 10 pal miały zostać zmobilizowane dwa dywizjony (II i III) 54 pułku artylerii lekkiej, baterie marszowe dla 10 pal i 25 pal, a także dowództwo Ośrodka Zapasowego Artylerii Lekkiej nr 4. Zgodnie z rozkazem Ministra Spraw Wojskowych formowanie jednostek II rzutu mobilizacji powszechnej zostało przyspieszone. 2 września rozpoczęto mobilizowanie dywizjonów 54 pal. Z uwagi na ewakuację Łodzi tworzenie baterii marszowych i OZAL nr 4 nie zostało ukończone. Dowódcą OZAL nr 4 był mianowany ppłk Kazimierz Świderski z CWArt. w Toruniu. Nadwyżki z 7 i 26 pal nie dotarły do Łodzi zostały skierowane na wschód kraju. Nocą 5/6 września OZN 10 pal został ewakuowany przez Stryków, Skierniewice do Warszawy, gdzie dotarł 8 września. Z Warszawy nadwyżki 10 pal przemieściły się trasą: Górzno, Garwolin, Osiny, Ryżki, Łuków, Włodawa, Korolówka. Nadwyżki 10 pal dołączyły 22 września w Małorycie do Grupy "Brzoza", gdzie ppłk Henryk Dudek do 27 września sprawował dowództwo artylerii. Nadwyżki zostały wcielone do 50 Dywizji Piechoty "Brzoza" Samodzielnej Grupy Operacyjnej "Polesie". Grupa żołnierzy z OZN 10 pal z Karolówki skierowała się na południe trasą Łuck, Dubno, Brzeżany, Stanisławów, Nadwórna. Tam po dołączeniu do Składnicy Materiałów Intendenckich nr 4, w dniu 19 września przekroczyła granicę węgierską na Przełęczy Tatarskiej.  

### Mapy terenu walk

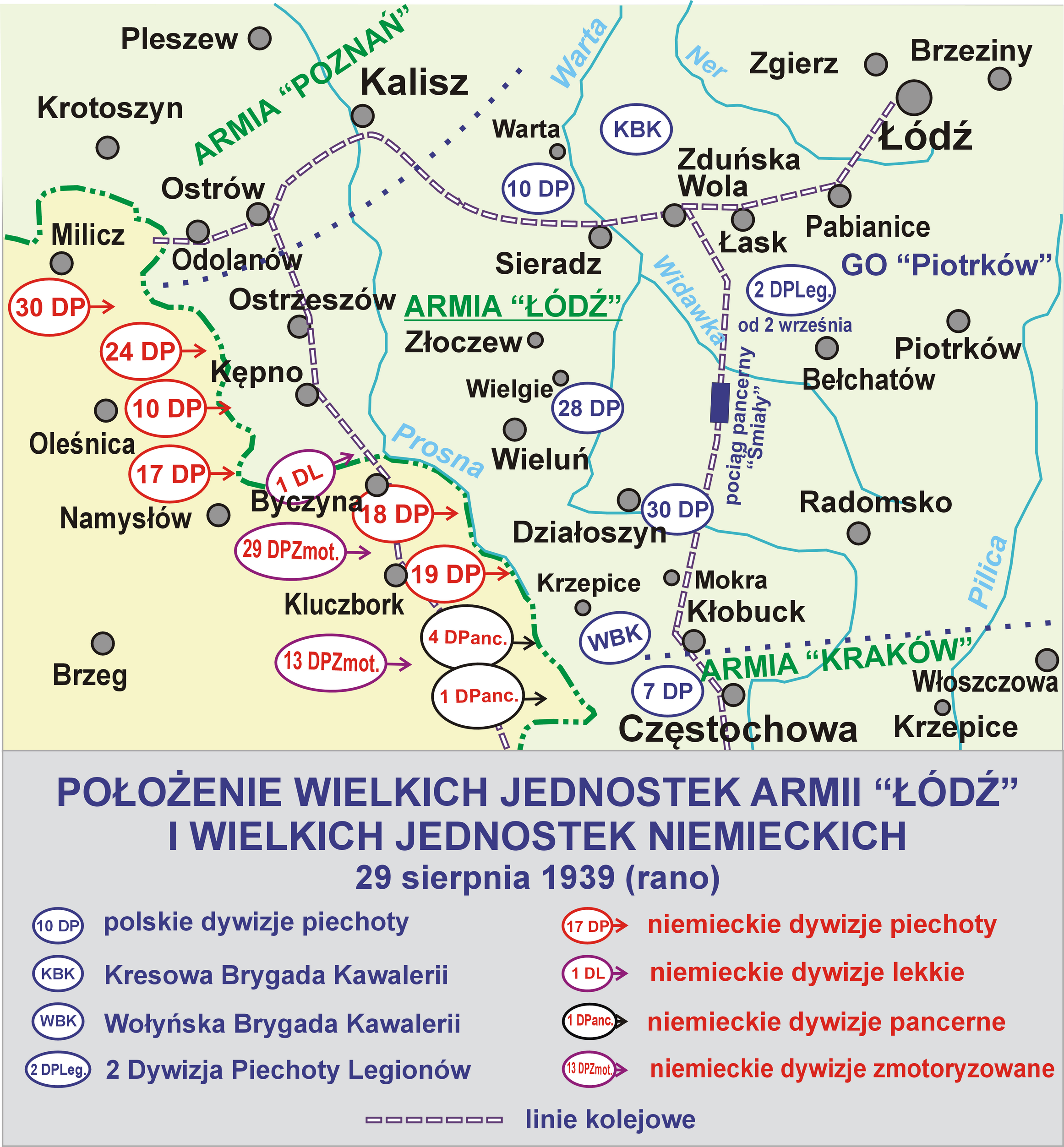
Pułk walczył w składzie 10 DP
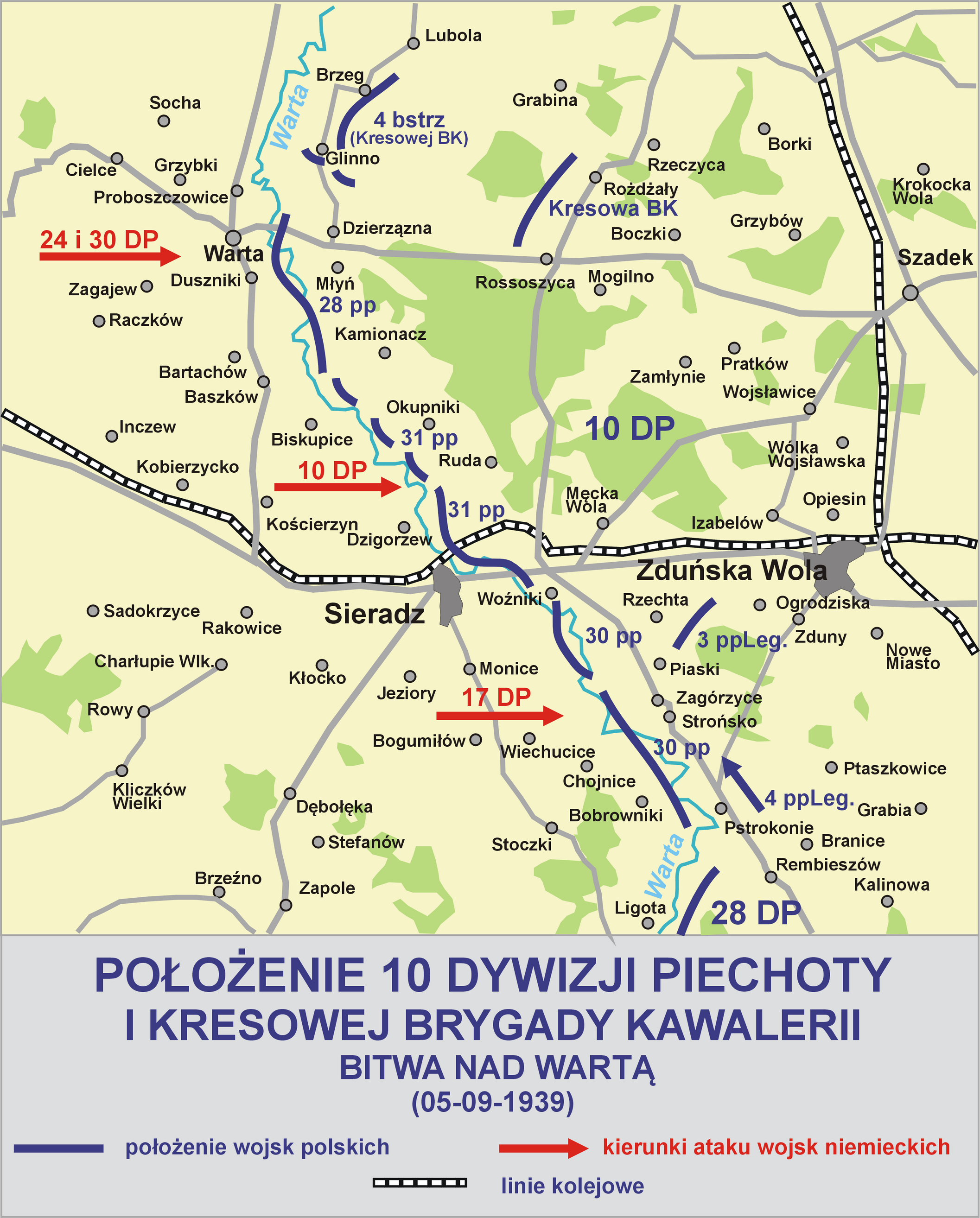

## Obsada dowódcza i struktura organizacyjna we wrześniu 1939[30][31]
Dowódca pułku - ppłk Józef Kossarek
- adiutant pułku - kpt. Jan Roliński
- oficer zwiadowczy - por. Leon Gadziemski
- oficer łączności - por. Henryk Urlich
- dowódca plutonu topograficzno-ogniowego - por. Leon Szewelje
- dowódca I dywizjonu armat - mjr Kazimierz Sawicki
  - dowódca 1 baterii - kpt. Oswald Szczepkowski (do 9 IX 1939), ppor. Witold Janowski
    - oficer zwiadowczy - por. rez. Jan Gajdziński
    - oficer ogniowy - ppor. Witold Janowski
    - dowódca I plutonu - ppor. rez. Synowiec

  - dowódca 2 baterii - por. Czesław Cieślik
    - dowódca I plutonu - ppor. rez. Edmund Kulesza

  - dowódca 3 baterii - kpt. Stanisław Przychodzień (do 11 IX 1939), kpt. Karol Kawecki
- dowódca II dywizjonu armat - kpt. Michał Krassowski
  - dowódca 4 baterii - por. Kazimierz de Lorme
    - oficer zwiadowczy - ppor. rez. Zygmunt Makówka
    - oficer ogniowy - pchor. Stefan Grzegorczyk
    - dowódca I plutonu - ppor. rez. Maj

  - dowódca 5 baterii - kpt. Bolesław Kwiatkowski
    - oficer zwiadowczy - por. rez. Roman Krzemiński
    - oficer ogniowy - ppor. rez. Zbigniew Kaczkowski
    - dowódca I plutonu - kpr. pchor. Stanisław Ziółkowski
    - dowódca II plutonu - ppor. rez. Wacław Lissewski

  - dowódca 6 baterii - por. rez. Marian Siwiński
- dowódca III dywizjonu haubic - mjr Michał Borek
  - adiutant dywizjonu - ppor. rez. Lucjan Fagasiewicz
  - oficer zwiadowczy - ppor. rez. Wincenty Ostrowski
  - oficer obserwacyjny - ppor. rez. Kazimierz Michniewicz
  - oficer łącznikowy - ppor. rez. Jan Skowroński
  - oficer łączności - ppor. rez. Ludwik Kinderun
  - oficer płatnik - ppor. rez. Tadeusz Ralinowski
  - oficer żywnościowy - ppor. rez. Eryk Müller
  - lekarz dywizjonu - ppor. lek. rez. Szlomo Sztilermon
  - lekarz weterynarii dywizjonu - ppor. lek. wet. rez. Stanisław Weigel
  - dowódca kolumny amunicyjnej - ppor. rez. Władysław Jan Jeżewski
  - dowódca 7 baterii - kpt. Aleksander Trzepałkowski
  - dowódca 8 baterii - kpt. Michał Zaorski
    - oficer zwiadowczy - ppor. rez. Marian Lezak
    - oficer ogniowy - ppor. rez. Mendel Zalzensztajn
    - dowódca II plutonu - ogn. pchor. Wincenty Zalewski

  - dowódca 9 baterii - por. rez. inż. Miron Badziak (do 3 IX 1939), kpt. Karol Kawecki (od 4 IX 1939), (od 11 IX 1939) por. rez. inż. Miron Badziak 
    - oficer zwiadowczy - por. rez. Stanisław Tarczyński
    - oficer ogniowy - ppor. rez. Henryk Wojtanowicz
    - dowódca I plutonu - ppor. rez. Piotr Tarczyński
    - dowódca II plutonu - pchor. rez. Stanisław Próchnik

## Symbole pułkowe

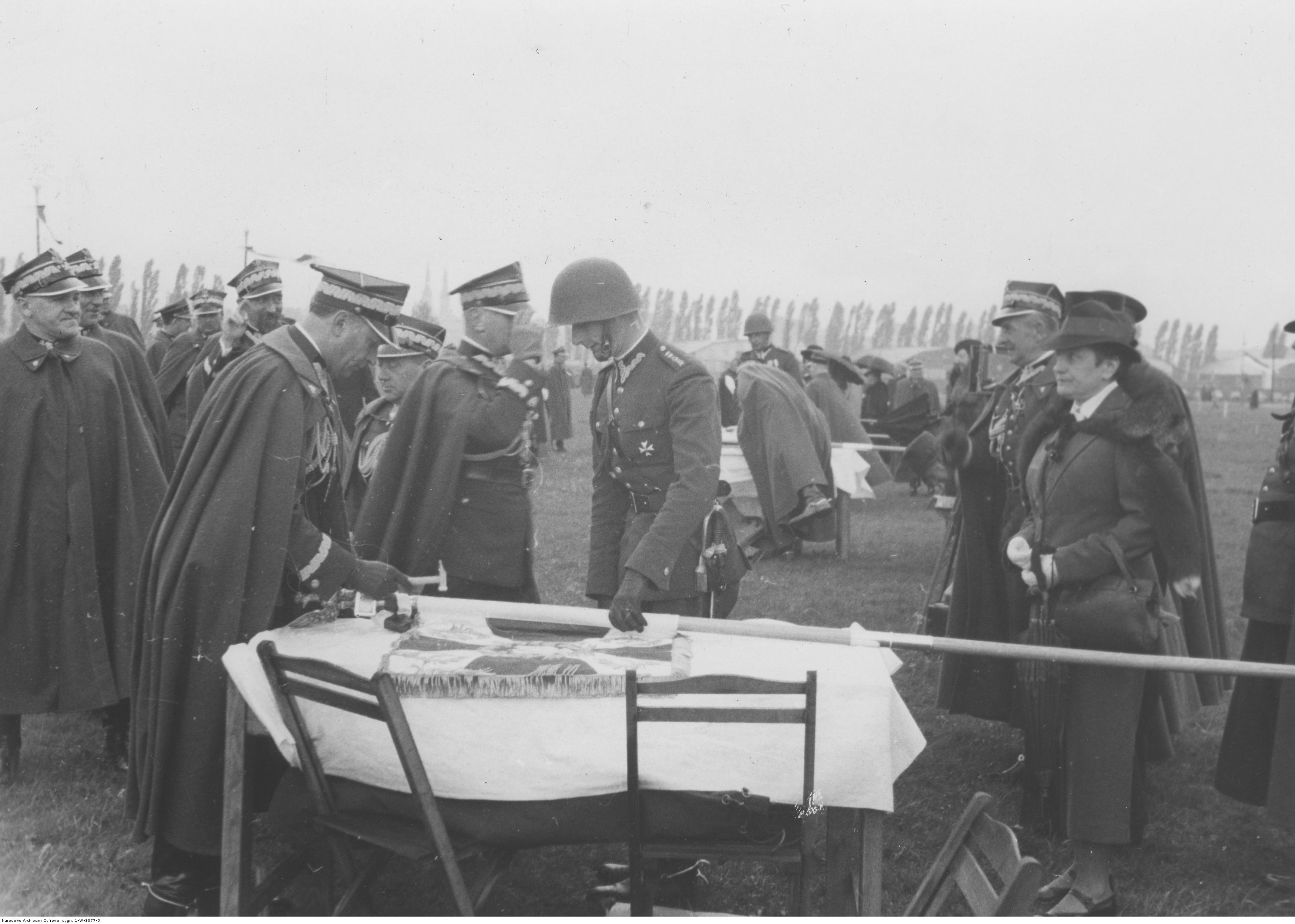
Wręczenie sztandarów jednostkom artylerii i broni pancernej – gen. Tadeusz Kasprzycki wbija gwóźdź w drzewce sztandaru; maj 1938

### Sztandar
4 grudnia 1937 roku Prezydent RP Ignacy Mościcki zatwierdził wzór sztandaru 10 pal.
26 maja 1938 roku na Polu Mokotowskim w Warszawie gen. dyw. Tadeusz Kasprzycki, w imieniu Prezydenta RP, wręczył dowódcy pułku sztandar ufundowany przez społeczeństwo Łodzi. Powojenne losy sztandaru nie są znane.

Sztandar został wykonany zgodnie z wzorem określonym w rozporządzeniu Prezydenta Rzeczypospolitej z dnia 13 grudnia 1927 o godłach i barwach państwowych oraz o oznakach, chorągwiach i pieczęciach.
Na prawej stronie płata znajdował się amarantowy krzyż, w środku którego wyhaftowano orła w wieńcu laurowym. Na białych polach, pomiędzy ramionami krzyża, znajdowały się cyfry 10 w wieńcach laurowych.

Na lewej stronie płata sztandarowego, pośrodku krzyża kawaleryjskiego znajdował się wieniec taki sam jak po stronie prawej, a w wieńcu trzywierszowy napis „HONOR I OJCZYZNA”. W rogach sztandaru, w mniejszych wieńcach umieszczone były na tarczach:
- w prawym górnym rogu – wizerunek Matki Boskiej Tumskiej,
- w lewym górnym rogu – wizerunek św. Barbary,
- w prawym dolnym rogu – godło  Łodzi
- w lewym dolnym rogu – odznaka pamiątkowa 10 pal

Na ramionach krzyża kawalerskiego znajdowały się wyhaftowane nazwy i daty ważniejszych bitew pułku:
- na górnym – „Łódź 20.VII.1919”,
- na dolnym – „Sokal 13.IX.1920”,
- na lewym – „Wasylewicze 7.V.1920”,
- na prawym – „Mokre–Radzymin 15–16.VIII.1920”[32].

### Odznaka pamiątkowa
17 września 1927 roku gen. dyw. Daniel Konarzewski, w zastępstwie ministra spraw wojskowych, zatwierdził wzór i regulamin odznaki pamiątkowej 10 pułku artylerii polowej. Odznaka o wymiarach 47x47 mm ma kształt krzyża maltańskiego o ramionach pokrytych ciemnozieloną emalią z obramowaniem czarnym. Między ramionami krzyża dwie skrzyżowane lufy armatnie barwy złocistej. W centrum krzyża nałożona okrągła tarcza ze srebrną miniaturą Krzyża Kaniowskiego na tle czerwonej emalii, okolona napisem na tle białej emalii „10 KANlOWSKI PUŁK ART. POL”. Odznaka oficerska, dwuczęściowa, wykonana w srebrze i emaliowana, łączona dwoma nitami. Autorem projektu odznaki był Rudolf Leroch-Orlot, a wykonawcą Wiktor Gontarczyk z Warszawy.

## Kaniowscy artylerzyści
Dowódcy pułku
- płk art. Stanisław Ostrowski[36] (od 28 V 1919)[37][38]
- ppłk Adolf Engel (1919 – VII 1920)
- ppłk Feliks Piekucki (VII – IX 1920)
- płk Gerard Długowski (X – XII 1920)
- płk Jan Skrutkowski (XII 1920 – XI 1921)
- płk Jan Medwadowski (14 XI 1921 – 10 VII 1924)
- ppłk / płk art. Gwidon Śliwka (10 VII 1924 – 14 IX 1926)
- ppłk Wacław Bartoszkiewicz (p.o. 14 IX – 9 X 1926)
- ppłk / płk art. Michał Zdzichowski (9 X 1926 – 5 IV 1934)
- płk art. Zygmunt Łakiński (20 IV 1934 – 12 XI 1938 → dowódca AD 30 DP)
- ppłk dypl. Marian Jasiński (28 XI 1938 – 24 VIII 1939 → dowódca AD 10 DP)
- ppłk art. Józef Kossarek (24 VIII – IX 1939)

Zastępcy dowódcy pułku (od 1938 roku – I zastępca dowódcy)
- ppłk art. Jerzy Kosacki (do I 1924 → zastępca dowódcy 25 pap[39])
- ppłk art. Gwidon Śliwka (I[39] – VII 1924 → dowódca pułku[40])
- ppłk art. Wacław Bartoszkiewicz (VIII 1924[41] – III 1929 → dyspozycja dowódcy OK IV[42])
- mjr art. Bolesław Kazimierz Jacyna (IV 1929[43] – I 1931 → Korpus Kontrolerów[44])
- mjr / ppłk art. Józef Kossarek (I 1931[45] – 24 VIII 1939 → dowódca pułku)
- mjr / ppłk art. Henryk Dudek (II z-ca d-cy/kwatermistrz – 18 V 1936 – 29 VIII 1939 → dowódca Oddziału Zbierającego Nadwyżki 10 pal)

### Żołnierze 10 pułku artylerii lekkiej – ofiary zbrodni katyńskiej
Biogramy ofiar zbrodni katyńskiej znajdują się między innymi w bazach udostępnionych przez Ministerstwo Kultury i Dziedzictwa Narodowego oraz Muzeum Katyńskie.
| Nazwisko i imię            | stopień              | zawód              | miejsce pracy przed mobilizacją         | zamordowany |
| -------------------------- | -------------------- | ------------------ | --------------------------------------- | ----------- |
| Czabak Orest               | porucznik rezerwy    |                    |                                         | Katyń       |
| Gandziarski Zbigniew       | podporucznik rezerwy |                    |                                         | Katyń       |
| Kuehnel (Kühnel) Oskar     | kapitan              | żołnierz zawodowy  |                                         | Katyń       |
| Kwieciński Tadeusz         | podporucznik rezerwy | technik włokiennik | pracował w Warszawie                    | Katyń       |
| Wągrowski Mirosław         | podporucznik rezerwy |                    |                                         | Katyń       |
| Baranowski Tadeusz         | podporucznik rezerwy |                    | aspirant Straży Więziennej w Warszawie  | Charków     |
| Czech Zdzisław             | podporucznik         | żołnierz zawodowy  |                                         | Charków     |
| Garbarczyk Wiktor Anastazy | podporucznik rezerwy | prawnik, mgr       | Izba Skarbowa w Łodzi                   | Charków     |
| Głażewski Jan              | podporucznik rezerwy | prokurent          | gł. prokurent Banku Zachodniego w Łodzi | Charków     |
| Maj Erwin                  | podporucznik rezerwy | urzędnik           |                                         | Charków     |